# 湖南路13号美国长老会住宅
36°3′48.5″N 120°19′14″E / 36.063472°N 120.32056°E
湖南路13号美国长老会住宅是位于中国山东省青岛市市南区湖南路13号的一座住宅，建于1899年，最初为美国长老会地产。

## 历史
1898年秋，美国长老会牧师柏尔根夫妇从芝罘到青岛传教，并于1899年在伊伦娜街（德語：Irenestraße）购地建造此住宅。约1902年，柏尔根离开青岛，该住宅此后由美国长老会在青岛的其他传教士居住。1903年至1907年，传教士卢埃林·詹姆斯·戴维斯（Llewellyn James Davies）夫妇在此居住，另有传教士梅茨勒（C.P. Metzler）于1903年在此居住。约1908年至1909年间，美国长老会在“教会山”南侧邻近柏林信义会住宅与魏玛传教会住宅处（即后来的青岛十一中附近）购地建设新住宅群。有资料提及瑞典浸信会牧师恩播理、高赫尔、赫德葵、贝格利等于1948年赴青，居住于湖南路13号，瑞华浸信会差会亦设于此。该建筑现为民宅。

## 建筑特色
该建筑平面大致呈正方形，楼高2层，临街正立面一层为四连拱敞廊，主入口位于东侧第二个拱券内，二层为四开间敞廊，以方柱分割，原设有栏杆与装饰构件。西立面亦设有敞廊，东立面多为方窗。屋顶为四坡屋顶，设有老虎窗。屋顶最初铺设中式灰瓦，现铺红瓦。

## 图集
- 建成之初的湖南路13号（左侧），1901年，后侧为第三营官邸，右侧为正在建设的里特豪森住宅
- 西立面，2016年11月